# 아름다운 시절 (1989년 영화)
《아름다운 시절》(덴마크어: Dansen med Regitze)은 1989년에 개봉한 덴마크의 드라마 영화로 카스파르 로스트루프가 감독을 맡았다. 덴마크의 소설가인 마르타 크리스텐센의 소설을 원작으로 하여 제작한 영화로서 중년 부부가 여름 파티의 추억을 통해 결혼 생활의 역사와 변화를 감상적이지 않은 묘사를 담고 있다.
1989년에는 아카데미 국제영화상 후보에 올랐다. 1990년에는 로베르트상에서 올해의 영화상, 여우주연상, 남우주연상 부문을 수상했고 1990년 보딜상에서는 올해의 영화상, 여우주연상, 남우주연상, 남우조연상, 여우조연상을 수상했다.

## 출연진
- 프리츠 헬무트 - 카를 오게(Karl Aage) 역
- 기타 뇌르뷔 - 레기체(Regitze) 역
- 헤닝 모리첸 - 뵈르게(Børge) 역
- 아네 베르네르 톰센 - 일세(Ilse) 역
- 헤닝 디틀레우 - 리카르(Rikard) 역
- 비르기트 사돌린 - 아니(Annie) 역
- 한스 헨리크 클레멘센 - 욘(John) 역
- 미카엘 헬무트 - 젊은 시절의 카를 오게 역
- 리케 벤센 - 젊은 시절의 레기체 역
- 미카엘 모리첸 - 젊은 시절의 뵈르게 역
- 도르테 시모네 랑 - 젊은 시절의 일세 역
- 킴 뢰메르 - 젊은 시절의 리카르 역
- 나나 묄레르 - 젊은 시절의 아니 역
- 페테르 젤레르 - 19세 시절의 욘 역
- 쉴베스테르 짐센 - 11 ~ 13세 시절의 욘 역
- 키르스텐 롤페스 - 레기체의 어머니 역
- 비르기트 진 - 글로리아(Gloria) 역
- 토르벤 옌센 - 글로리아의 남편 역
- 포울 클레멘센 - 요나스(Jonas) 역
- 토베 마에스 - 베라(Vera) 역
- 리세 캄프 달레루프 - 비베케(Vibeke) 역
- 수네 쾰스테르 - 브리안(Brian) 역
- 야네 에게르첸 - 수산(Susan) 역
- 아스게르 본필스 - 의사 역
- 엘세 페테르센 - 옆집 할머니 역
- 볼레테 슈뢰데르 - 재미있는 여자 역
- 아네 플레팅 - 영리한 여자 역

## 한국판 성우진(KBS)
- 유강진 - 카를 오게(프리츠 헬무트)
- 이선영 - 레기체(기타 뇌르뷔)
- 김규식 - 뵈르게(헤닝 모리첸)
- 김정희 - 일세(아네 베르네르 톰센)
- 김익태 - 리카르(헤닝 디틀레우)
- 문옥현 - 아니(비르기트 사돌린)
- 김우정 - 욘(한스 헨리크 클레멘센)
- 김승준 - 젊은 시절의 카를 오게(미카엘 헬무트)
- 차명화 - 젊은 시절의 레기체(리케 벤센)
- 한호웅 - 젊은 시절의 뵈르게(미카엘 모리첸)
- 윤현정 - 젊은 시절의 일세(도르테 시모네 랑)
- 홍승섭 - 젊은 시절의 리카르(킴 뢰메르)
- 이연승 - 젊은 시절의 욘(페테르 젤레르)
- 한상덕 - 요나스(포울 클레멘센)
- 성선녀 - 글로리아(비르기트 진)
- 최문자 - 베라(토베 마에스)
- 이광자 - 옆집 할머니(엘세 페테르센)